# Palais Amadi
Pour les articles homonymes, voir Amadi (homonymie).
Le palais Amadi ou Palazzetto Amadi est un palais de Venise, dans le sestiere de Cannaregio (N.A. 5816).